# De brief voor Sinterklaas
De brief voor Sinterklaas is een Nederlandse kinderfilm uit 2019 met Sinterklaas in de hoofdrol. De film werd geregisseerd door Lucio Messercola. De première was op 9 oktober 2019 met in de hoofdrollen Bram van der Vlugt, Pamela Teves en Lieke van Lexmond. Het is de eerste film uit de reeks De Grote Sinterklaasfilms.

## Verhaal
Ieder jaar zorgt Sinterklaas voor een feestelijke aankomst met zijn Pieten. Dit jaar heeft de Sint een groot probleem; door een groot tekort aan Pieten dreigt deze feestelijke traditie dit jaar in een fiasco te veranderen. Hierop besluit Sinterklaas een grote auditie te organiseren om op zoek te gaan naar nieuwe Pieten tijdens deze officiële 'Pietendag'.
Als Sem een bericht over deze auditie voorbij ziet komen, besluit hij een brief naar Sinterklaas te schrijven. Als hij een sterke en stoere Piet kan worden die werkt voor Sinterklaas, dan verwacht hij dat hij op school niet meer gepest zou worden. Echter wat niemand weet is dat Huibert Jan en zijn 'Mammie' ondertussen een gemeen plan aan het smeden zijn om de Pietendag te saboteren zodat het grote sinterklaasfeest dit jaar niet door kan gaan.

## Rolverdeling
| acteur                 | personage       |
| ---------------------- | --------------- |
| Bram van der Vlugt     | Sinterklaas     |
| Pamela Teves           | Mammie          |
| Edo Brunner            | Huibert Jan     |
| Lieke van Lexmond      | Anna            |
| Bo Burger              | Sem             |
| Chris Tates            | Hugo Hogepief   |
| Joshua Albano          | Bennie Taaitaai |
| Wes Mutsaars           | Paco Post       |
| Maaike Bakker          | Patty Pepernoot |
| Roel Dirven            | Carlo Cadeaux   |
| Aaron Groeneveld       | Vrachtpiet      |
| Aad van Toor           | Adriaan         |
| Jelle de Jong          | David           |
| Jimmy van Schaik       | Dex             |
| Kylian de Pagter       | Randy           |
| Martijn van Nellestijn | Postbode        |
| Erik de Vogel          | Erik            |
| Marga van Praag        | Marga           |

## Achtergrond
De film werd geregisseerd door Lucio Messercola. Het scenario van de film werd geschreven door Trui van de Brug, gebaseerd op een verhaal van Messercola, Marcella Westen en Martijn van Nellestijn. De opnames van de film vonden plaats in het voorjaar van 2019. Op 8 maart 2019 werd bekendgemaakt dat de opnames voor de film waren afgerond. Hoofdrollen in de film waren weggelegd voor onder anderen Bram van der Vlugt, Pamela Teves, Lieke van Lexmond en Chris Tates.

## Release
De brief voor Sinterklaas ging op 9 oktober 2019 in première.

### Vervolg
De film was de start van de reeks De Grote Sinterklaasfilms. In 2020 verscheen het eerste vervolg onder de naam De Grote Sinterklaasfilm, voor de film keerde diverse acteurs waaronder Bram van der Vlugt, Chris Tates, Joshua Albano en Wes Mutsaars terug.